# E75

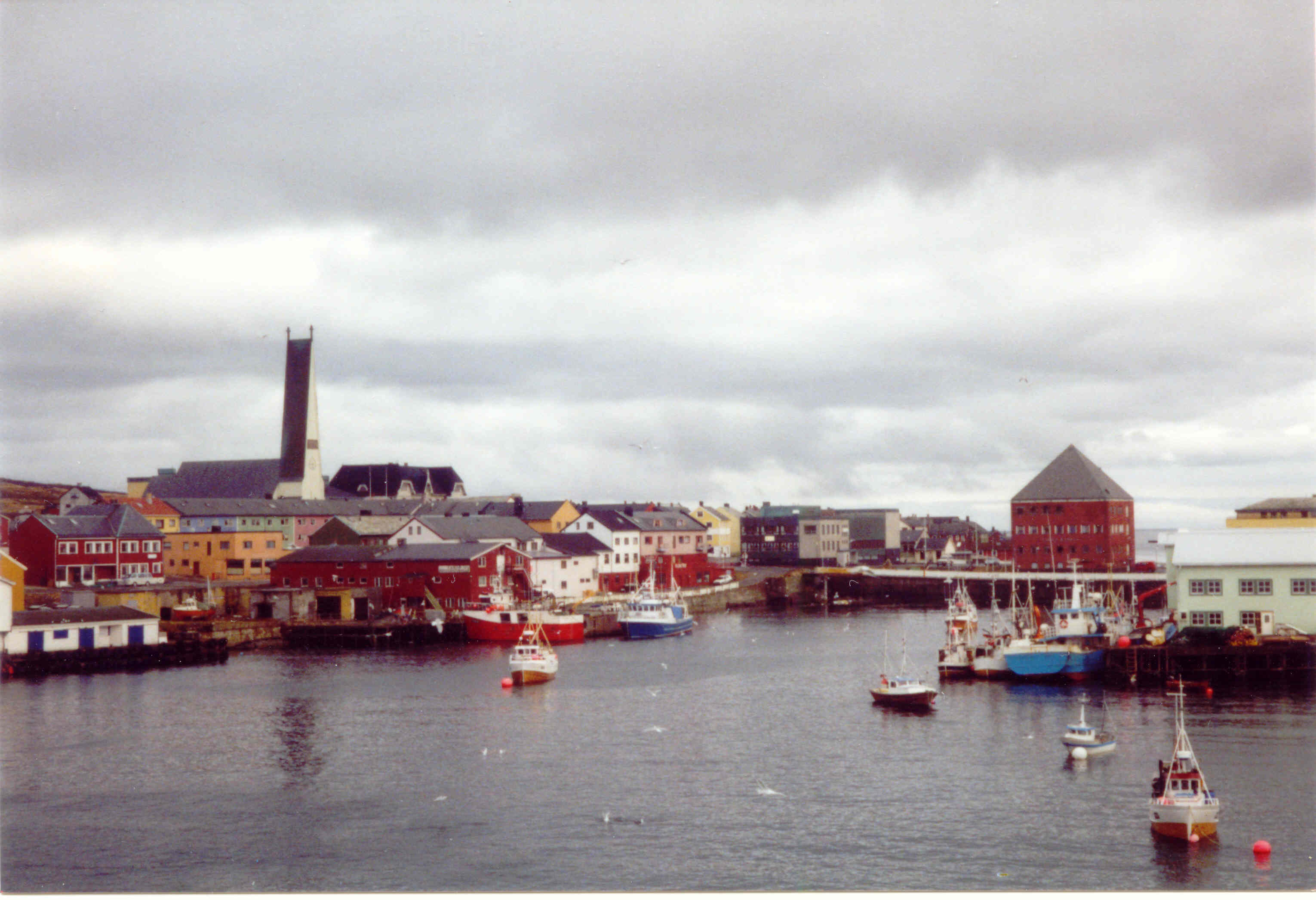
E75 börjar mitt i staden Vardø i Norge, något till höger om bilden.

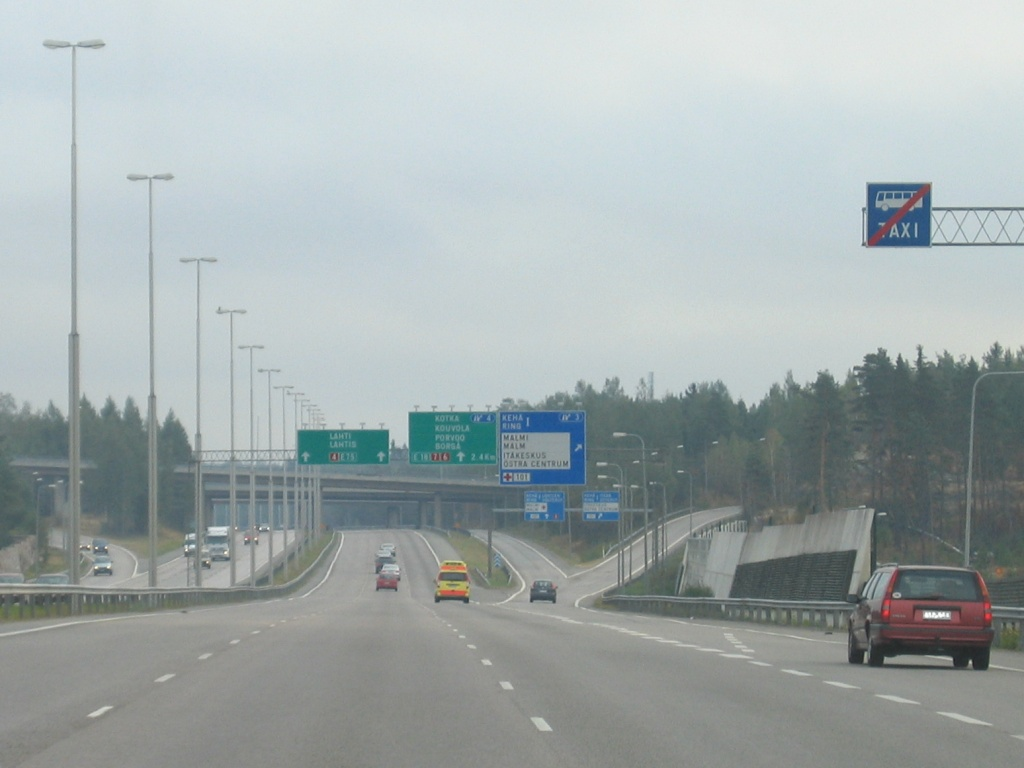
E75 vid Helsingfors i Finland.

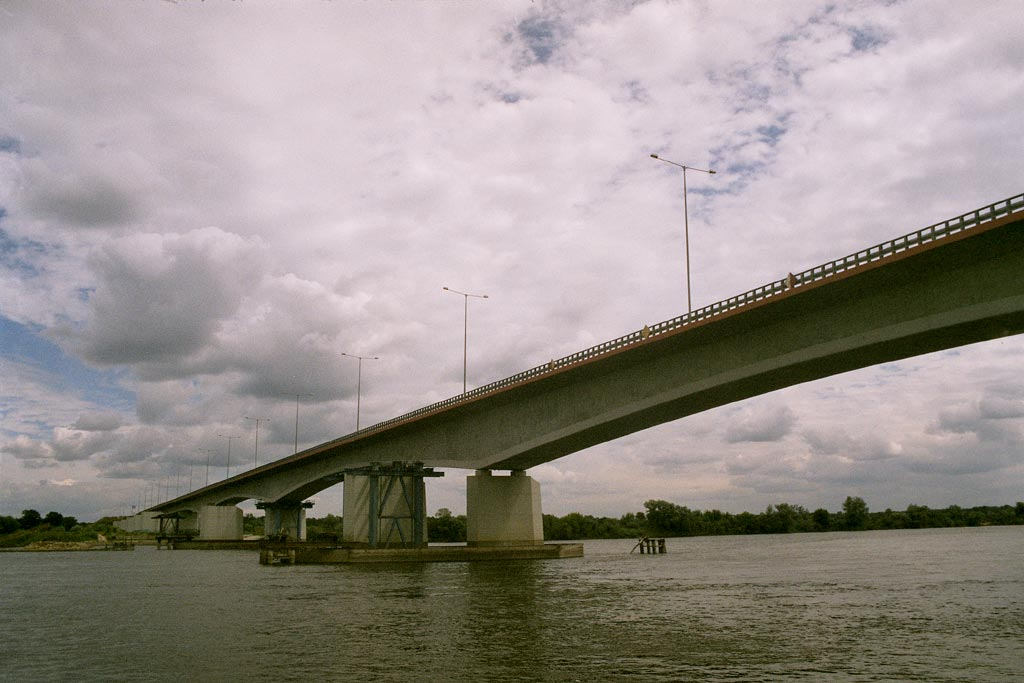
Bron över Wisła i Polen.

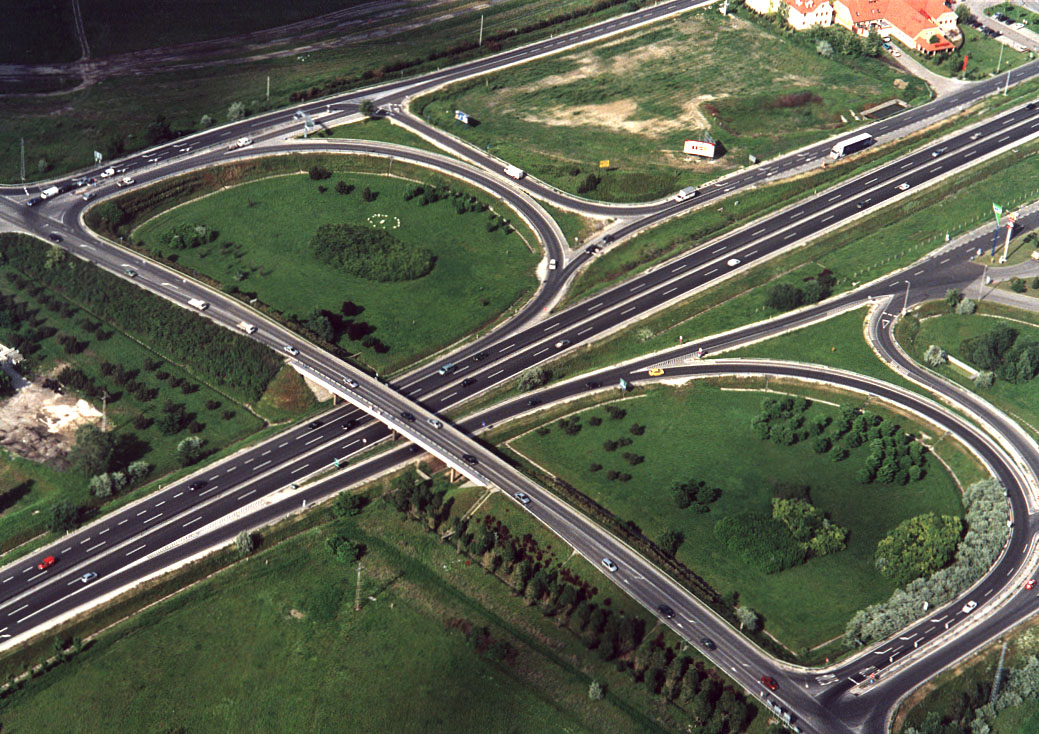
E75 söder om Budapest i Ungern.

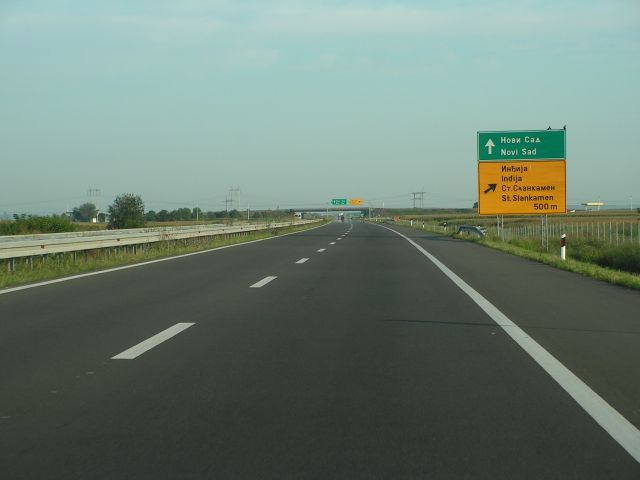
E75 mellan Belgrad och Novi Sad i Serbien.

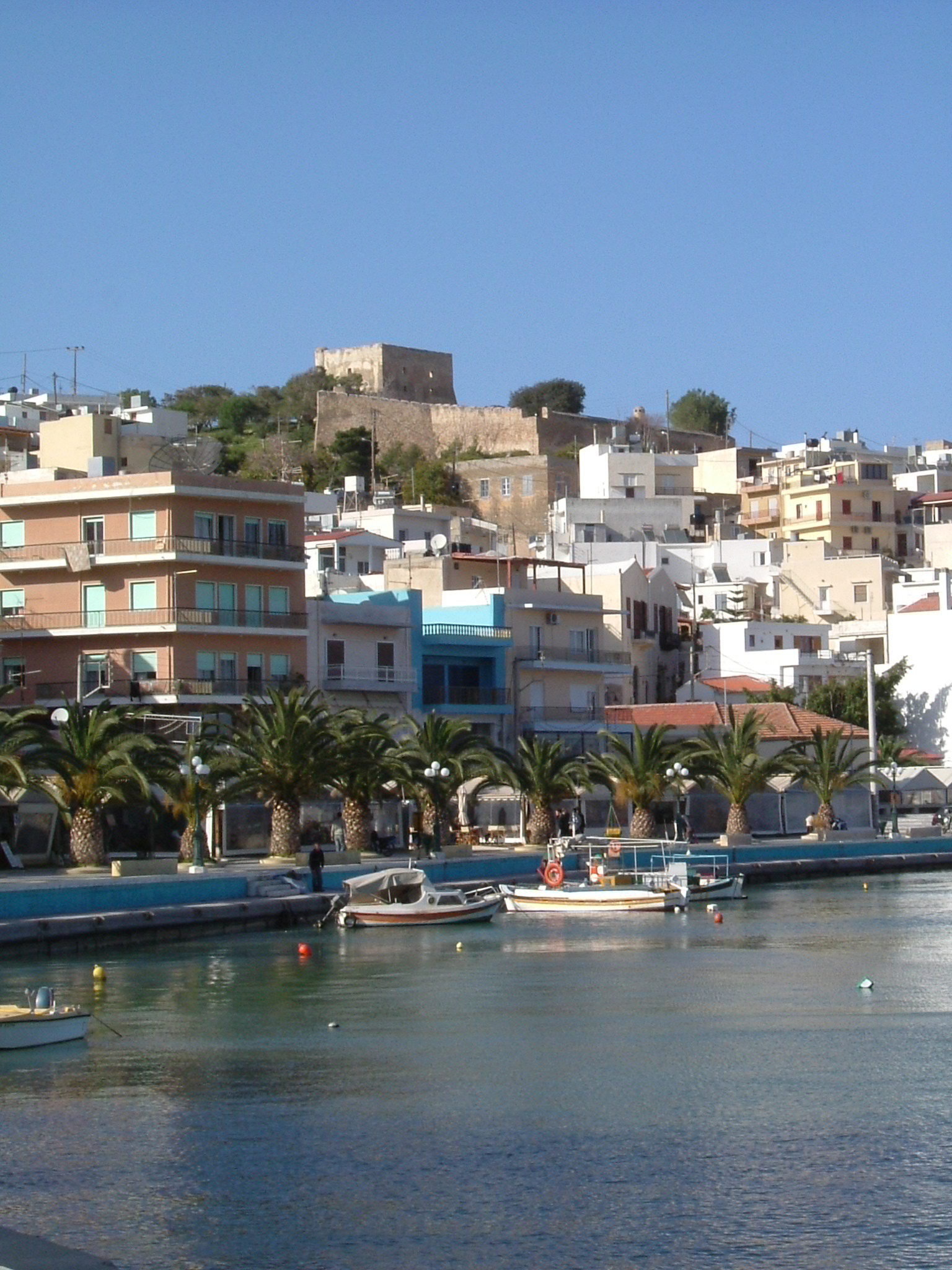
E75 slutar i småstaden Sitia i Grekland.

E75 eller Europaväg 75 är en europaväg som börjar i Vardø i Norge och slutar i Sitia på Kreta i Grekland. Den är 4 340 kilometer lång exklusive färjor och passerar Norge-Finland-(havsavbrott)-Polen-Slovakien-Ungern-Serbien-Nordmakedonien-Grekland. 

## Sträckning
Vardø - Vadsø - Varangerbotn - (gräns Norge-Finland) - Utsjoki - Enare - Ivalo - Sodankylä - Rovaniemi - Kemi - Uleåborg - Jyväskylä - Heinola - Lahtis - Helsingfors - (färja) - Gdańsk - Gliwice - Krolniewice - Łódź - Pjotrkow Trybunalski - Katowice - (gräns Polen-Slovakien) - Žilina - Bratislava - (gräns Slovakien-Ungern) - Győr - Budapest - Szeged - (gräns Ungern-Serbien) - Novi-Sad - Belgrad - Niš - (gräns Serbien-Nordmakedonien) - Kumanovo - Skopje - Gevgelija - (gräns Nordmakedonien-Grekland) - Evzoni - Thessaloniki - Larissa - Almyrós - Lamia - Aten - (färja) - Chania - Iraklion - Agios Nikolaos - Sitia

### Norge
Som normalt i Norge är E75 det enda numret på vägen. I Vardø går vägen i en underhavstunnel på 2,9 kilometer (88 meter under havet). Längst österut går vägen cirka 120 kilometer längs havet, och är en turistattraktion, särskilt vid vackert väder. Den går gemensamt med E6 längs 90 kilometer. E75 är landsväg inom Norge, mest 6 meter bred ensam och 7-8 meter bred tillsammans med E6.

### Finland
Hela sträckan genom Finland (Utsjoki-Helsingfors) följer E75 den finländska  Riksväg 4. Sträckan är motorväg längs cirka 140 kilometer norr om Helsingfors och 35 kilometer förbi Uleåborg.

### Polen
E75 följer genom hela landet polska riksvägen nr 1, som bitvis är motorväg, se A1 (motorväg, Polen).

### Slovakien
E75 följer slovakiska motorvägen D1, se D1 (motorväg, Slovakien).

### Ungern
Vägen följer de ungerska vägnumren 1, 5 och 15. Hela vägen genom Ungern är motorväg, se M1 (motorväg, Ungern), M5 (motorväg, Ungern) och M15 (motorväg, Ungern).

### Serbien
E75 är motorväg hela vägen genom Serbien. Se A1 (motorväg, Serbien).

### Nordmakedonien
E75 är motorväg hela vägen genom Nordmakedonien. I Nordmakedonien byggdes nuvarande E75 till motorväg under den tid då landet tillhörde Jugoslavien och har därför en hög standard. En liten egenhet med denna motorväg finns också: på en sträcka går körbanorna isär och var sin väg ett par mil, och det finns en hel mindre stad mellan körbanorna. Vägen är skyltad E75 och 1. Se även E75 (Nordmakedonien) och 1 (motorväg, Nordmakedonien).

### Grekland
E75 är motorväg hela vägen genom Greklands fastland. Se A1 (motorväg, Grekland). E75 fortsätter som landsväg på Kreta. Det finns färja från Aten (hamnen tillhör förstaden Pireus) till Chania. (Länk: )

### Övrigt
E75 är den sydligaste av alla europavägar. Den sydligaste platsen är mellan Agios Nikolaos och Sitia på Kreta. Den är också en av de nordligaste. E45 som förlängdes år 2006 är den längsta nord-sydliga, men innan dess var E75 det. Det finns flera längre väst-östliga europavägar, bl.a. E22, E30 och E40. E40 är längst av alla. Om E75 dragits genom Estland-Lettland-Litauen istället för E67 skulle E75 och E45 2006-2017 vara ganska exakt lika långa, även om E45 förlängdes ytterligare 2017. Den dragningen hade varit rimlig med tanke på att färjan senare lagts ned (konkurrens från landvägen, dagens E67).

#### Gamla E75
Tidigare hade E14, mellan Stjördal, Norge, via Östersund till Sundsvall i Sverige, namnet E75 men det ändrades formellt 1985, fastän Sverige och Norge behöll namnet till 1992. Se även Lista över äldre europavägar.

## Havsavbrott/Färja
Tidigare trafikerades färjerutten Helsingfors - Gdansk av Polferries men det görs inte längre, så en direkt förbindelse saknade mellan 1990-talet och juni 2009, tills Finnlines öppnade rutten Helsingfors-Gdynia. Alternativ är E67 som går med färja Helsingfors - Tallinn och vidare från Tallinn via Kaunas i Litauen till den ort i Polen man vill till. Att åka genom Kaliningradområdet via E77 rekommenderas inte riktigt, dyrt och krångligt visum och särskilt tillstånd krävs.
Till Chania (Kreta) går det färja från Atens hamnstad Pireus, flera dagliga avgångar.

## Anslutningar till andra europavägar
- E6
- E63
- E8
- E63 (igen)
- E12
- E18
- E28
- E77
- E261
- E30
- E67
- E40
- E462
- E442
- E50
- E572
- E58
- E575
- E65
- E60
- E71
- E68
- E662
- E70
- E763
- E461
- E771
- E80
- E871
- E86
- E90
- E65 (igen)
- E92
- E952
- E65 (igen)
- E962
- E94
- E65 (igen)